# Naklo, Črnomelj
Naklo este o localitate din comuna Črnomelj, Slovenia, cu o populație de 28 de locuitori.